# فيد دي جونغ
فيد دي جونغ (بالهولندية: Fedde de Jong)‏ هو لاعب كرة قدم هولندي، ولد في 13 يونيو 2003 في آوتخيست في هولندا.

## وصلات خارجية
- فيد دي جونغ على موقع قاعدة بيانات كرة القدم.إي يو (الإنجليزية)
- فيد دي جونغ على موقع Soccerway.com (الإنجليزية)
- فيد دي جونغ على موقع عالم كرة القدم.نت (الإنجليزية)